# Natura 2000 območja za ptice v Sloveniji
Območja Natura 2000 za ptice so posebna območja varstva, ki jih morajo na osnovi 4. člena Ptičje direktive države članice Evropske unije določiti za varstvo ogroženih vrst ptic. V Sloveniji so bila območja Natura 2000 za ptice določena z Uredbo o posebnih varstvenih območjih (območjih Natura 2000) aprila 2004. Določenih je bilo 26 območij s skupno površino 461.819 ha, kar znaša 23 % ozemlja države.

## Seznam območij Natura 2000 za ptice v Sloveniji
- Banjšice (SI5000007)
- Breginjski Stol in Planja (SI5000020)
- Cerkniško jezero (SI5000015)
- Drava (SI5000011)
- Dravinjska dolina (SI5000005)
- Goričko (SI5000009)
- Jelovica (SI5000001)
- Julijske Alpe (SI5000019)
- Kamniško-Savinjske Alpe in vzhodne Karavanke (SI5000024)
- Kočevsko - Kolpa (SI5000013)
- Kozjansko - Dobrava - Jovsi (SI5000022)
- Krakovski gozd - Šentjernejsko polje (SI5000012)
- Kras (SI5000023)
- Ljubljansko barje (SI5000014)
- Mura (SI5000010)
- Nanoščica - porečje (SI5000017)
- Planinsko polje (SI5000016)
- Pohorje (SI5000006)
- Posavsko hribovje - ostenje (SI5000026)
- Reka - dolina (SI5000003)
- Sečoveljske soline (SI5000018)
- Slovenske gorice - doli (SI5000004)
- Snežnik - Pivka (SI5000002)
- Škocjanski zatok (SI5000008)
- Trnovski gozd (SI5000025)
- Trnovski gozd - južni rob in Nanos (SI5000021)

Spremembe omrežja Natura 2000 je Vlada RS določila 19. aprila 2013 z Uredbo o spremembah in dopolnitvah Uredbe o posebnih varstvenih območjih (območjih Natura 2000) - Ur.l. RS, št. 33/2013. Po novem je določenih 368 območij, od tega 30 na podlagi direktive o pticah.